# Chamaya pernikahan
El chamaya pernikahan (literalmente: «maquillaje de matrimonio») es un ritual originario de la India el cual consiste en asignar a un niño varón el rol de dama de honor o chica de las flores cuando no existe una niña en la familia de la novia que pueda asumir este menester durante una ceremonia de matrimonio.
Algunos antropólogos estudiosos del tema afirman que esta costumbre practicada en diferentes regiones de la India se debe a que culturalmente se considera un mal agüero o mala suerte que la dama de honor sea una persona ajena a la familia en primer y segundo grado de consanguinidad de la novia y por consiguiente se transforma en dama de honor a un niño (hermano menor, primo, sobrino).
Se han detectado manifestaciones aisladas en otras culturas y religiones de esta práctica, incluso en la religión cristiana, aunque en otras cultura se da espontáneamente y no se considera una práctica específica."

## Orígenes
Los orígenes del ritual están estrechamente vinculados con el festival Kottankulangara Chamayavillanku, que se celebra en el templo Kottankulangara en Chavara, cerca de Kollam, en India donde cientos de hombres se visten como mujeres como ofrenda a la diosa Bhagavathy, la deidad del templo.
No se conoce con certeza que tan antiguo es la práctica de este rito pero en algunas referencias históricas del siglo pasado se han encontrado algunas menciones sobre este.

## Creencia popular
La mayoría de las religiones en el mundo dentro de sus prácticas rituales de la ceremonia nupcial, incluyen la figura de la dama de honor o chica de las flores, una niña generalmente menor de doce años con un vínculo consanguíneo directo de la novia, quien es la encargada de abrir el séquito y acompañarla hasta el altar. En algunas ocasiones está acompañada de un paje.
Generalmente cuando no existe una niña en la familia de la novia que cumpla con estas características se recurre a otra niña más alejada en el nivel consanguíneo o simplemente a una infante externa a la familia, sin embargo, para muchas comunidades hindúes es un mal agüero o de mala suerte que la dama de honor no sea un familiar con vínculo consanguíneo directo. Esta creencia es la que dio vida al rito de chamaya pernikahan por medio del cual se transforma un niño barón en dama de honor, evitando de esta forma que la mala suerte caiga sobre la pareja de esposos, al tiempo que reciben la bendición de Bhagavathy, la diosa hindú de la feminidad.
Pero si bien esta creencia es propia de algunas comunidades confesionales de la religión hindú, algunos antropólogos han detectado que esta práctica está presente de forma esporádica y no sistémica en otras cultura del mundo, descubriendo que incluso en países occidentales cristianos existe la creencia popular de la mala suerte si la dama de honor no es una niña con grado directo consanguíneo. Existen casos documentados de niños que son vestidos como niñas para ceremonias matrimoniales en países de América y Europa.

### Mala suerte
Para las comunidades practicantes del rito de chamaya pernikahan la dama de honor simboliza ante los dioses la unión familiar, por consiguiente si no tiene un vínculo consanguíneo directo con la novia, la pareja de nuevos esposos nunca logrará la unión necesaria para conformar una familia y la mala suerte los rodeará por medio de la infertilidad, la infelicidad, la división familiar, el divorcio o incluso la muerte. En cambio al vestir el hermano, primo hermano o sobrino de la novia con atuendos femeninos no solamente estarán logrando este símbolo de unidad, sino que recibirán la bendición de la diosa Bhagavathy.i
En el caso de que la novia no tenga ni hermanos, ni primos hermanos, ni sobrinos, ya sean niños o niñas, la tradición recomienda mejor no celebrar el rito matrimonial.

## El ritual
Existen pocos documentos de referencia sobre las prácticas que componen el ritual chamaya pernikahan, el libro Ritual Art of Indian menciona brevemente que según tradición la chica de las flores debe llevar un vestido del mismo color de la novia, el maquillaje debe resaltar su mirada de pureza y deberá tener los mismos colores del maquillaje de la novia. Igualmente menciona que deberá acompañar a la novia durante todo el proceso de preparación y será la encargada de abrir la cohorte.

## Manifestación en otras culturas
Sobre otras culturas del mundo, especialmente la cristina, no existen textos científicos que documenten ampliamente las razones que motivan esta práctica, sin embargo, según puede inferirse a partir de ciertos foros y publicaciones que en los últimos años han surgido en la red, el principal motivo es el afecto que la novia pueda tener por su hermanito, primito o sobrinito, los cuales son utilizados como damas de honor ante la falta de niñas en la familia. 
Algunos escritos no científicos del siglo XIX, especialmente diarios personales o familiares, sugieren también la superstición como posible causa de esta práctica.
El antropólogo Erin Malvert utilizó el 22 de noviembre de 2003 durante una ponencia en el congreso internacional de antropología en la ciudad de Atenas, el término flower boy para referirse al fenómeno en Occidente. Si bien este término no ha sido aceptado oficialmente por la comunidad científica se utiliza frecuentemente como denominación de referencia.

## Localización geográfica

Ubicación de Kollam.

El rito es originario de la ciudad de Kollam, en el estado indio de Kerala, pero existen evidencias antropológicas de que su práctica se ha hecho extensiva a todo el territorio indio.